# St. Johann Baptist (Sievernich)
Koordinaten: 50° 43′ 41,3″ N, 6° 39′ 54,9″ O
Die Kirche St. Johann Baptist ist die römisch-katholische Filialkirche des Ortsteils Sievernich der Gemeinde Vettweiß im Kreis Düren (Nordrhein-Westfalen).
Die Kirche ist unter Nummer Sie-5 in die Denkmalliste der Gemeinde Vettweiß eingetragen.

## Geschichte
Eine Kapelle in Sievernich wird das erste Mal im Jahr 1208 erwähnt. Im Jahr 1854 wurde Sievernich eigenständige Pfarrgemeinde, vorher war die Kirche eine Filiale der Pfarre St. Mariä Himmelfahrt in Disternich. 1869 wurde die alte Kapelle abgerissen und noch im selben Jahr mit dem Bau der heutigen Kirche begonnen. Geplant wurde das Gotteshaus vom Kölner Architekten Vincenz Statz im neogotischen Stil, jedoch wurde der Bau der Kirche von den Architekten Heinrich Nagelschmidt und August Carl Lange betreut, die Statz’ Entwurf überarbeiteten. Am 7. Juli 1873 wurde die neue Kirche schließlich von Erzbischof Paulus Melchers geweiht.
Im Zweiten Weltkrieg wurde die Kirche sehr stark beschädigt. Nach dem Krieg wurde sie unter der Leitung des Architekten Wilhelm Ernst wiederaufgebaut.
Seit 2010 ist St. Johann Baptist in Sievernich keine eigenständige Pfarrgemeinde mehr. Sie wurde mit den ehemaligen Pfarreien St. Gereon (Vettweiß), St. Michael (Kelz), St. Antonius (Ginnick), St. Gangolf (Soller), St. Jakobus der Ältere (Jakobwüllesheim), St. Mariä Himmelfahrt (Disternich), St. Amandus (Müddersheim), St. Martin (Froitzheim) und St. Petrus (Gladbach) zur Pfarre St. Marien, Vettweiß fusioniert.

## Ausstattung
Von der Ausstattung ist besonders der gotische Schnitzaltar zu erwähnen. Dieser stammt aus der Kirche St. Matthäus in Pattern. Da die Kirche jedoch 1990 aufgrund des voranschreitenden Tagebaus Zukunft-West abgerissen wurde, kam der Hochaltar nach Sievernich, wo er vom Bildhauer Karl Heinz Müller aus Brühl restauriert worden ist. Des Weiteren befindet sich in der Kirche noch eine neogotische Kanzel. Der Großteil der Fenster stammt aus dem Jahr 1955. Diese schuf ein unbekannter Künstler. Es ist auch noch ein Fenster aus dem 19. Jahrhundert erhalten.